# Janina Osewska
Janina Osewska (ur. 1955 w Augustowie, zm. 9 sierpnia 2023) – pedagog, poetka, animatorka życia literackiego, regionoznawca, fotograf.
Ukończyła Politechnikę Białostocką oraz Podyplomowe Studia Pedagogiczne na Uniwersytecie Warszawskim i Podyplomowe Studium z zakresu informatyki na Politechnice Warszawskiej. Kierowała Szkołą Podstawową nr 6 im. Armii Krajowej w Augustowie. Prowadziła Szkolny Klub Turystyczny „Włóczykij” (od 1993) oraz Kawiarenkę Literacką (od 2004).
Opublikowała tomy wierszy: „W stronę ciszy” (2003), „Do czasu przyszłego” (2007), „Okruchy” (2011), „Niebieska chwila” (2017). Za ten ostatni tom była nominowana do Orfeusza Mazurskiego 2018. Była koordynatorką projektów literackich „Augustów w poezji”(2007) oraz „Ziemia augustowska w prozie i poezji”(2008), które zakończyły się wydaniem antologii poezji pt. „Tam prosto do Augustowa” oraz antologii prozy i poezji pt. „Opowieść o Ziemi Augustowskiej”. Od 2016 należała do Stowarzyszenia Pisarzy Polskich - Oddział Olsztyn. Uprawiała też fotografię. Urodziła się i mieszkała w Augustowie.

## Nagrody i odznaczenia
- Srebrna odznaka Społecznego Towarzystwa Oświatowego (2010).
- Nagroda Burmistrza Miasta Augustowa za szczególne osiągnięcia w organizacji kształcenia i wychowania młodych pokoleń oraz kierowaniu placówką (2009).
- Srebrna odznaka honorowa Polskiego Związku Kajakowego za zasługi wniesione w rozwój kajakarstwa (2009).
- Nagroda specjalna Podlaskiego Kuratora Oświaty za osiągnięcia w pracy dydaktyczno – wychowawczej (2008).
- Złota buława Hetmańska w XXI Ogólnopolskim Konkursie Poetyckim, Białystok (2008)
- Pierwsze miejsce na Międzynarodowym Konkursie Poezji organizowanym przez Polish – American Poets Academy, New Jersey, USA (2004) oraz wyróżnienie tamże (2005)
- Nagroda Burmistrza Miasta Augustowa za wyróżniające osiągnięcia w kierowaniu placówką (2003, 2005).
- Medal Komisji Edukacji Narodowej za szczególne zasługi dla oświaty i wychowania (2002).
- Nagroda Ministra Edukacji Narodowej pierwszego stopnia za wybitne osiągnięcia w pracy dydaktycznej i wychowawczej (1999).